# María Sepúlveda
María Sepúlveda (n. 15 de julio de 1895 en Madrid - f. 23 de diciembre de 1983 en Madrid) fue una galardonada escritora española principalmente de novelas rosas entre 1920 y 1949. Era hija de Enrique Sepúlveda y sobrina de Ricardo Sepúlveda, ambos escritores.

## Biografía
María del Carmen Sepúlveda y Sunyé nació el 15 de julio de 1895 en Madrid, España, hija del matrimonio formado por el periodista y cronista Enrique Sepúlveda y Planter (1844-1903) y de Vicenta Sunyé y Morales (1861-1950), fue hermana de María (1888–1963), María del Pilar (1891-1960) y de Francisco (1897-1958), letrado del estado.
Comenzó a publicar novelas en 1920, y continuaría durante casi 30 años.
En junio de 1923 se casó con el arquitecto José María Castell y García (1896-1981), hijo de Ángel María Castell (1865-), periodista del diario ABC. El matrimonio fue de luna de miel a Francia, Suiza e Italia. El matrimonio tuvo cinco hijas, María del Carmen (f. 2018), María de la Paloma (f. 2003), María del Pilar (f. 1933), María José (f. 1966) y Teresa (f. 2021). 
Falleció a los 88 años, el 23 de diciembre de 1983 en Madrid.

## Premios
- Malén: Premio Marquesa de Villafuerte.
- Fuerza mayor: Premio Latorre.
- Caso singular: Premio Sauzal.

### Novelas
- Marisol	(1920)
- Revelación	(1920)
- Malén	(1921)
- Fuerza mayor	(1922)
- Días de prueba	(1926)
- El asombro de Pedreñas	(1926)
- Tontaina (1927)
- Dos vidas	(1928)
- Caso singular	(1930)
- Error	(1930)
- Noble empeño	(1931)
- El otro amor	(1933)
- Como él la quiso	(1937)
- En la gloria de aquel amanecer	(1937)
- Triunfo	(1938)
- Una mujercita fuerte y animosa	(1938)
- Contra sí misma	(1941)
- A pesar de todo	(1942)
- Rayito de Sol	(1942)
- El caso de Silda	(1943)
- La sombra de un pasado	(1949)
- La gran lección

### Cuentos
- Contraste	(1939)
- Equivocación	(1939)
- Liberación	(1939)